# David Brent: Life on the Road
David Brent: Life on the Road är en film skriven, regisserad och producerad av Ricky Gervais, som också spelar huvudrollen som David Brent, en roll som han porträtterade i tv-serien The Office.
Filmen är en mockumentär där ett filmteam skildrar Brent när han reser runt och lever sin dröm om att vara en rockstjärna. Gervais har sagt att "Den här filmen dyker längre in i hans privatliv än vad The Office någonsin gjorde och vi skalar verkligen av lagren av den här extraordinära, ordinära mannen."

## Handling
Filmen utspelar sig 15 år efter händelserna i The Office, där David Brent, den tidigare chefen på pappersföretaget Wernham Hogg, nu är på turné. Han tror att han kommer att filmas på liknande sätt som Martin Scorsese filmade The Rolling Stones, men istället blir skildringen en sorts dokumentär där filmteamet försöker få reda på vad som hänt sen sist. Han tar semester för att åka ut och spela med sitt band Foregone Conclusion, men tvingas använda sin pension för att finansiera delar av sin rockkonsert, eftersom biljettförsäljningen är mindre än vad han kan betala ut till sina bandmedlemmar. Dom Johnson (Doc Brown (Ben Bailey Smith)) reser med Brent som håller tillbaka Johnsons karriär som musiker.
År 2013 skrev och framförde Smith tillsammans med Gervais reggaelåten "Equality Street" för välgörenhetsorganisationen Comic Relief.

## Medverkande
- Ricky Gervais som David Brent
- Doc Brown som Dom Johnson, Brents bandkompis
- Andy Burrows som trummisen i Foregone Conclusion
- Tom Basden som Dan, Brents manager
- Nina Sosanya som Brents terapeut
- Tom Bennett som Nigel, Brents kompis
- Andrew Brooke som Jezza, Brents nemesis
- Kevin Bishop
- Roisin Conaty
- Diane Morgan
- Alexander Arnold
- Mandeep Dhillon
- Jo Hartley
- Letty Butler
- Ashley McGuire

## Musik
Gervais utannonserade att han skulle släppa albumet med soundtracket till filmen på Brents skivbolag Juxtaposition Records. Han slutförde skrivandet av låtarna till filmen i november 2014 och meddelade att samtliga låtar var nyskrivna. Chris Martin från Coldplay, som gästspelade i tv-serien Extras med Gervais, medverkar också i musiken till filmen. Andy Burrows som spelar trummor i David Brents band skrev också några av originallåtarna med Gervais. Den 20 oktober 2015 publicerade Gervais ett foto där hans karaktär Brent spelar in musikvideon till sin låt Lady Gypsy. Den 24 oktober delgav Dailymail  glimtar från filmen med bilder där Brent dansar med en kvinna klädd i romsk folkdräkt samtidigt som han spelar på en gitarr.

## Produktion
Planerna på en film offentliggjordes i augusti 2013. Gervais har betonat att Life on the Road "inte är en The Office-film". Han sa att han är spänd på att visa världen vad David Brent håller på med nu.
Inspelningen påbörjades i november 2015, med Gervais som regissör och huvudrollsinnehavare. Den väntas pågå till 18 december 2015 på olika platser såsom London och Slough.
Entertainment One och BBC Films kommer att medfinansiera Life on the Road med LOTR Films Ltd production. Entertainment One kommer att distribuera filmen i Storbritannien, Australien, Nya Zeeland och övriga världen. Open Road Films har fått rättigheterna för distribution i USA.
Filmens premiär hölls den 19 augusti 2016 i Storbritannien. Den släpps på Netflix den 10 februari 2017.